# Shiritsu Bakaleya Kōkō
Shiritsu Bakaleya Kōkō (私立バカレア高校?, Shiritsu Bakareya Kōkō, lett. "Scuola Superiore Privata Bakaleya") è un dorama stagionale primaverile di tipologia scolastica prodotto da Nippon Television e mandato in onda nel 2012 in 12 puntate della durata di 30 minuti ciascuna. La serie televisiva è stata seguita nello stesso anno da un film conclusivo, uscito il 13 ottobre.
Nello stesso anno dalla storia se ne è anche tratta una versione manga a volume unico disegnato da Shizuru Seino.

## Trama
Una scuola superiore maschile ed una femminile vengono unificate, le allieve educatissime e signorili dell'istituto cattolico Catteleya si trasferiscono quindi nel liceo Bakada, frequentato da bulli e teppisti delle peggior risma. Il capo della gang di delinquenti della scuola, Tatsuya, rimane sconvolto nell'apprendere la notizia e comincia a pensare alle contromisure più adatte da adottare.

## Cast dorama
Il cast del dorama è composto dai membri facenti parte dei gruppi idol delle AKB48 e dei Johnny's Jr., che per la prima volta collaborano insieme in una fiction televisiva.  Per la maggior parte dei membri del cast si tratta della prima esperienza in qualità di attori.

### Liceo maschile
- Shintarō Morimoto - Tatsuya Sakuragi, il 'boss' della scuola.
- Hokuto Matsumura - Tetsuya Asata
- Juri Tanaka - Satoshi Noguchi
- Toshiya Miyata - Jun'ichi Koba
- Jesse Lewis - Yuuki Satonaka
- Yūya Takaki - Shōhei Tachinami
- Hiroki Uchi - Ren Sakuragi
- Taiga Kyōmoto - Maya Terakawa
- Yugo Kochi - Makoto Jinbo
- Gōki Maeda - (ep7)

### Liceo femminile
- Mina Oba - Kōkyū Saya, presidentessa del consiglio studentesco della Catteleya.
- Haruka Shimazaki - Fumie Shingyōji, vice-presidentessa del consiglio studentesco della Catteleya.
- Haruka Shimada - Anzu Miyata
- Mariya Nagao - Mana
- Mariko Nakamura - Kaori Shinohara
- Marina Kobayashi
- Kaoru Mitsumune
- Rie Kitahara - Momoko

### Corpo insegnante
- Dai Watanabe - Saionji Suzuka
- Takaya Kamikawa
- Toshiya Miyata

## Colonna sonora
- Kis-My-Ft2 - Shake It Up
- Atsuko Maeda - Migikata

## Episodi
| Nº | Giapponese 「Kanji」 - Rōmaji             | In onda        | In onda |
| Nº | Giapponese 「Kanji」 - Rōmaji             | Giapponese     |         |
| 1  | 「プロローグ」 - Purorōgu                 | 14 aprile 2012 |         |
| 2  | 「合併」 - Gappei                         | 21 aprile 2012 |         |
| 3  | 「総選挙」 - Sō senkyo                    | 28 aprile 2012 |         |
| 4  | 「カトレアのルール」 - Katorea no rūru    | 5 maggio 2012  |         |
| 5  | 「今いる場所」 - Ima iru basho            | 12 maggio 2012 |         |
| 6  | 「バッティングセンター」 - Battingu sentā | 19 maggio 2012 |         |
| 7  | 「初恋」 - Hatsukoi                       | 26 maggio 2012 |         |
| 8  | 「ファミレス」 - Famiresu                 | 2 giugno 2012  |         |
| 9  | 「裏切り」 - Uragiri                      | 9 giugno 2012  |         |
| 10 | 「FGSP」 - FGSP                           | 16 giugno 2012 |         |
| 11 | 「廃校」 - Haikō                          | 23 giugno 2012 |         |
| 12 | 「バカレア高校」 - Bakarea kōkō           | 30 giugno 2012 |         |

## Cast film
- Shintarō Morimoto - Tatsuya Sakuragi
- Hokuto Matsumura - Tetsuya Asada
- Jesse Lewis - Yuki Satonaka
- Taiga Kyōmoto - Maya Terakawa
- Haruka Shimazaki - Fumie Shingyōji
- Mina Oba - Saya Kōkyū
- Kaoru Mitsumune - Sayuri Tokimune
- Juri Tanaka - Soichi Noguchi
- Yugo Kochi - Makoto Jimbo
- Mariya Nagao - Mana Honjo
- Marina Kobayashi - Reika Zaizen
- Haruka Shimada - An Miyata
- Mariko Nakamura - Kaori Shinohara
- Hikaru Iwamoto
- Daisuke Sakuma - Fuuta Mikuni
- Ryohei Abe - Hiroi Azuma
- Shota Watanabe - Daiki Tango
- Tatsuya Fukasawa - Hayao Igarashi
- Ryota Miyadate - Noriyuki Kanzaki
- Rena Kato - Yuka
- Miyu Takeuchi - Nozomi Yuusa
- Rina Kawaei - Haruka Bairinji
- Juri Takahashi - Miyu Nikaido
- Miori Ichikawa - Nanabi Tachibana
- Yūta Tamamori - Kenji Majima
- Toshiya Miyata - Junichi Koba
- Haruna Kojima - Marina Mizuhara
- Hiroki Uchi - Ren Sakuragi
- Yūya Takaki - Shohei Tatsunami
- Moe Sasaki - Moe Okamoto
- Anna Ishii